# Кенган
Кенган — одне з найбільших газових родовищ світу, розташоване в Ірані, на узбережжі Перської затоки, належить до Перської затоки нафтогазоносного бас. Відкрите в 1973 році, розробляється з 1982 року.

## Характеристика
Початкові запаси газу 820 млрд м³. Приурочене до антиклінальної складки з широким склепінням (до 12 км) — «антикліналь китової спини», амплітудою 1500 м. Складка ускладнена скидами. Продуктивні карбонатні відклади пермі потужністю 915 м на глибині 2745 м. Поклади пластові склепінчасті. Колектори тріщинного типу. Початковий пластовий тиск 54 МПа.